# Майкл Фелпс
Майкл Фред Фелпс II (англ. Michael Fred Phelps; нар. 30 червня 1985, Балтимор, Меріленд, США) — колишній американський плавець. Найуспішніший і найтитулованіший олімпієць усіх часів (загалом 28 медалей). Рекордсмен за кількістю золотих олімпійських медалей (23), золотих олімпійських медалей в індивідуальних дисциплінах (13) і олімпійських медалей в індивідуальних дисциплінах (16). На літніх Олімпійських іграх 2004 року в Афінах Фелпс здобув 8 медалей (6 золотих і 2 бронзові), чим повторив рекорд гімнаста Олександра Дитятіна за кількістю медалей різного ґатунку на одних Іграх. Чотири роки по тому на Олімпійських іграх у Пекіні здобув вісім золотих медалей, побивши рекорд свого співвітчизника плавця Марка Шпіца з семи золотих медалей, встановлений 1972 року. На літніх Олімпійських іграх 2012 року в Лондоні Фелпс виборов чотири золоті та дві срібні медалі, а на літніх Олімпійських іграх 2016 року в Ріо-де-Жанейро — п'ять золотих і одну срібну. Отож чотири олімпіади поспіль ставав найуспішнішим спортсменом. 
Фелпс є колишнім світовим рекордсменом на довгій воді на дистанціях 200 метрів вільним стилем, 100 метрів батерфляєм, 200 метрів батерфляєм, 200 метрів комплексним плаванням і 400 метрів комплексним плаванням. На великих міжнародних змаганнях на довгій воді (Олімпійських іграх, чемпіонатах світу та пантихоокеанських чемпіонатах) здобув загалом 82 медалі: 65 золотих, 14 срібних та 3 бронзові. Медальні та рекордні досягнення Фелпса принесли йому нагороди «Плавець року у світі» (8 разів), «Плавець року в Америці» (11 разів), а також «Плавець року» FINA 2012 та 2016 років. Завдяки безпрецедентному успіху на Олімпійських іграх 2008 року журнал Sports Illustrated визнав його «Спортсменом року».

Після літніх Олімпійських ігор 2008 року Фелпс заснував Фонд Майкла Фелпса, основне завдання якого — розвиток плавання та пропаганда здорового способу життя. Після Олімпійських ігор 2012 року завершив кар'єру, однак повернувся у квітні 2014 року. На відкритті літніх Олімпійських ігор 2016 у Ріо-де-Жанейро, його п'ятих за ліком, був прапороносцем Сполучених Штатів. 12 серпня 2016 року оголосив про друге завершення кар'єри. Назагал його вважають найкращим плавцем усіх часів, а також одним із найкращих спортсменів усіх часів. 

## Дитинство і освіта
Фелпс народився в Балтиморі (штат Меріленд) і виріс у районі Роджерс-Фордж у сусідньому Таусоні. Він навчався в початковій школі Роджерс-Фордж, Дамбартонській середній школі і Таусонській старшій школі. Майкл — наймолодший із трьох дітей. Його мати, Дебора Сью «Деббі» Фелпс (до шлюбу Девіссон), — директорка середньої школи. Його батько, Майкл Фред Фелпс, — відставний поліціянт штату Меріленд, який у середній школі та коледжі грав у американський футбол, а в 1970-х роках намагався увійти до складу команди, яка тепер називається «Вашингтон Командерс». Фелпс має англійське, німецьке, ірландське, шотландське та валлійське коріння. Батьки дев'ятирічного хлопчика розлучилися 1994 року, і 2000 року батько одружився вдруге. Пізніше Фелпс розповів, що розлучення дуже негативно вплинуло на нього та сестер, і ще кілька років він не спілкувався з батьком. 2003 року Майкл закінчив старшу школу Таусон. 
Плаванням Майкл почав займатися у сім років, почасти через вплив сестер, а почасти, щоб випустити енергію. Після завершення кар'єри 2016 року він заявив: «Єдина причина, чому я взагалі потрапив у воду, це бажання матері, щоб я просто навчився плавати. Ми з сестрами закохалися в цей вид спорту і вирішили займатися плаванням». У шостому класі йому поставили діагноз синдром порушення активності та уваги (СПАУ). У 10 років він встановив національний рекорд у своїй віковій групі (на дистанції 100 метрів батерфляєм) і почав тренуватися у Клубі водних видів спорту Північного Балтимора, де його тренував Боб Боумен. Далі були й інші рекорди, і станом на 21 серпня 2018 року Фелпс все ще утримував 11 рекордів у різних вікових категоріях, вісім на довгій воді і три - на короткій. 

## Морфометричні дані
У Майкла 47-й розмір стопи, що дещо більше за середні показники людей його зросту; непропорційно короткі ноги і непропорційно довгий торс у порівнянні зі звичайними людьми; розмах рук Майкла складає 203 см, що більше за його зріст.

## Спортивна кар'єра

### Тренування
Починаючи з 11 років Фелпс тренувався під керівництвом Боба Боумена. У 1983-1985 роках Боумен плавав за Університет штату Флорида. Зі слів Фелпса, своїм підходом до дисципліни та регламенту Боумен нагадав йому сержанта-інструктора зі строю. Фелпс казав: «Тренуватися з Бобом було моїм найрозумнішим рішенням... Я не плаватиму ні для кого більше». Після літніх Олімпійських ігор 2004 Боумен пішов працювати головним тренером Університету Мічигану після відставки Джона Урбанчека. Фелпс переїхав разом з Боуменом до Мічигану, де впродовж 4-х років не лише тренувався, а й відвідував заняття, утім не здобув ступінь. У Мічигані Фелпс працював на громадських засадах помічником тренера. Після літніх Олімпійських ігор 2008 року Боумен повернувся до Балтимора, де обійняв посаду генерального директора Клубі водних видів спорту Північного Балтимора, і Фелпс повернувся разом з ним. Коли 2015 року Університет штату Аризона найняв Боумена тренером з плавання серед чоловіків і жінок, то Фелпс переїхав до Аризони, щоб і далі тренуватися під його керівництвом. Існує популярний міф, що нібито Фелпс щодня споживав 12 тис. калорій, однак сам Фелпс каже, що це перебільшення, і що він не їв стільки навіть у роки зростання. 

### Літні Олімпійські ігри 2000
Апофеозом стрімкого вдосконалення стала успішна кваліфікація 15-річного Фелпса на літні Олімпійські ігри 2000. Він став наймолодшим серед чоловіків за останні 68 років (позаду Ралфа Фленеґана 1932 року) членом олімпійської збірної США з плавання. Хоч він і не здобув медалі, однак потрапив до фіналу на дистанції 200 метрів батерфляєм, де фінішував п'ятим.

### Чемпіонат світу 2001
На відбіркових змаганнях до Чемпіонату світу з водних видів спорту 2001 30 березня Фелпс побив світовий рекорд на дистанції 200 метрів батерфляєм, ставши у віці 15 років і 9 місяців наймолодшим за всю історію серед чоловіків світовим рекордсменом з плавання. Раніше це досягнення належало Янові Торпу, який встановив світовий рекорд на дистанції 400 метрів вільним стилем у віці 16 років і 10 місяців. На чемпіонаті світу у Фукуоці (Японія) Фелпс побив власний світовий рекорд на дистанції 200 метрів батерфляєм на шляху до свого першого звання чемпіона світу.

### Пантихоокеанський чемпіонат 2002

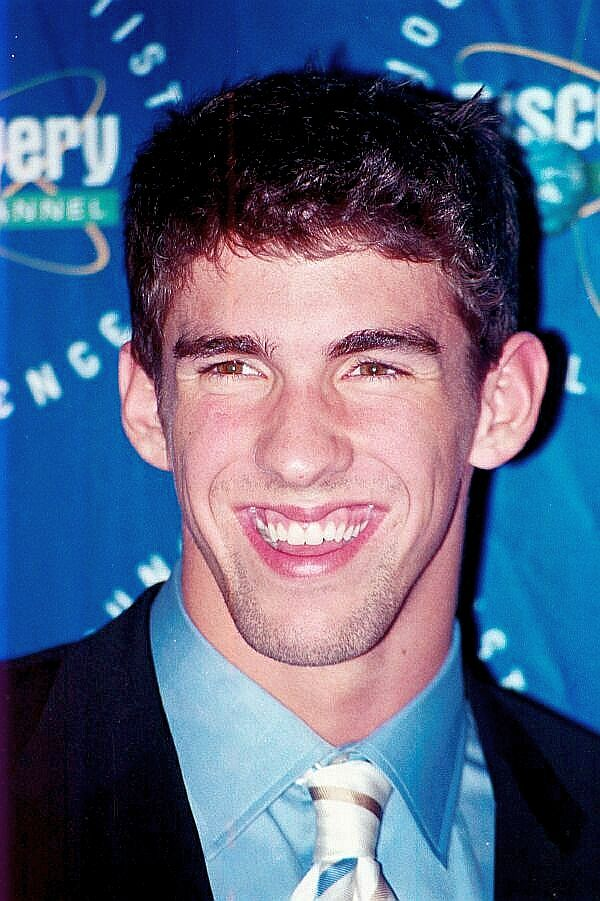
Фелпс у 2002 році

На національних відбіркових змаганнях до Пантихоокеанського чемпіонату з плавання 2002, що відбулися у Форт-Лодердейлі (штат Флорида), Фелпс встановив рекорд Америки на дистанції 200 метрів комплексним плаванням і зовсім трохи не дотягнув до світового рекорду на 200 метрів батерфляєм. На дистанції 400 метрів комплексним плаванням, показавши час 4:11.09, Фелпс поліпшив світовий рекорд Тома Долана. Друге місце посів Ерік Вендт з часом 4:11.27, що також краще за старий світовий рекорд. На дистанції 200 метрів вільним стилем Фелпса ледве випередив Кліт Келлер, а на 100 метрів батерфляєм Фелпс переміг Іяна Крокера.
На Пантихоокеанському чемпіонаті з плавання 2002 в Йокогамі (Японія) Фелпс виборов три золоті медалі та дві срібні. На своїй першій дистанції, 400 метрів комплексом, Фелпс здобув золото з часом 4:12.48, випередивши Еріка Вендта. На дистанції 200 метрів батерфляєм Фелпс поступився Томові Малчову, на 20 сотих позаду його часу 1:55,41. Фелпс пояснив свою поразку тим, що після побиття світового рекорду не ставився належно до тренування батерфляю. На дистанції 200 метрів комплексом Фелпс переміг із результатом 1:59,70. В естафеті 4×200 метрів вільним стилем Фелпс разом з Нейтом Дусінґом, Клітом Келлером і Чадом Карвіном виграв срібну медаль із часом 7:11,81, позаду Австралії. Збірна США в естафеті 4×100 метрів комплексом складалася з Аарона Пейрсола, Брендана Гансена, Фелпса та Іяна Крокера. У фіналі Фелпс проплив свій етап за 51,1 сек — найшвидший окремий етап в історії на той момент. Підсумковий час 3:33.48 був світовим рекордом.

### Чемпіонат світу 2003
На національному чемпіонаті Фелпс виграв змагання на дистанціях 200 метрів вільним стилем, 200 метрів на спині та 100 метрів батерфляєм. Він став першим американським плавцем, який на національному чемпіонаті виграв по одній дисципліні трьома різними стилями. 2003 року на змаганнях Duel in the Pool, у яких взяли участь зірки плавання з Австралії та Сполучених Штатів, Фелпс побив світовий рекорд на дистанції 400 метрів комплексним плаванням з часом 4:10.73 і ледь не побив світовий рекорд на стометрівці батерфляєм (забракло лише 0,03 секунди). На змаганнях в окрузі Санта-Клара (штат Каліфорнія) Фелпс побив світовий рекорд на дистанції 200 метрів комплексним плаванням з часом 1:57,94. Зі слів Фелпса, на це його мотивували слова Дона Телбота, що нібито він ще не довів свою силу.
На Чемпіонаті світу з водних видів спорту 2003 Фелпс здобув чотири золоті медалі, дві срібні та побив п'ять світових рекордів. Свій перший світовий рекорд він встановив 22 липня в півфіналі на дистанції 200 метрів батерфляєм. Показавши час 1:53,93, він побив власний світовий рекорд 1:54,58, встановлений 2001 року, і став першим, хто виплив з 1:54,00. 23 липня у фіналі запливу на 200 метрів батерфляєм Фелпс легко здобув золоту медаль, однак цього разу час 1:54,35 був набагато гіршим за світовий рекорд. Менш ніж через годину Фелпс проплив стартовий етап естафети 4×200 метрів вільним стилем за час 1:46.60 (рекорд Америки), однак американці поступилися австралійцям з результатом 7:10.26 проти 7:08.58. 
На дистанції 200 метрів комплексним плаванням Фелпс не мав конкурентів. У півфіналі цієї дисципліни 24 липня він побив власний світовий рекорд, показавши час 1:57,52. У фіналі 25 липня він здобув золоту медаль, оновивши світовий рекорд до 1:56,04 і випередивши майже на 3 секунди Яна Торпа. Приблизно за годину до фіналу двохсотметрівки комплексним плаванням Фелпс плив у півфіналі на дистанції 100 метрів батерфляєм. Він показав найкращий час 51,47, що було світовим рекордом. Однак у фіналі цієї дисципліни 26 липня Іян Крокер побив світовий рекорд Фелпса з часом 50,98 і став першим, хто виплив з 51 секунди. Фелпс проплив за 51,10 (теж швидше за свій колишній світовий рекорд), але мусив задовольнитися сріблом. У фіналі на дистанції 400 метрів комплексним плаванням 27 липня Фелпс побив власний світовий рекорд із часом 4:09,09 і легко здобув золоту медаль. Приблизно через півгодини Фелпс виборов свою останню золоту медаль на цьому чемпіонаті в складі збірної США, яка виграла естафету 4×100 метрів комплексом. Він не плив у фіналі, однак здобув золоту медаль завдяки участи в попередніх запливах. 

### Літні Олімпійські ігри 2004

#### Відбіркові змагання
На відбіркових змаганнях до олімпійської збірної США 2004 року Фелпс взяв участь у шести дисциплінах: 200 і 400 метрів комплексним плаванням, 100 і 200 метрів батерфляєм, 200 метрів вільним стилем і 200 метрів на спині. Він легко виграв свою першу дисципліну, комплексне плавання на 400 метрів, встановивши світовий рекорд — 4:08,41. Через два дні на дистанції 200 метрів вільним стилем Фелпс переміг із результатом 1:46.27, випередивши на шість десятих секунди Кліта Келлера. Утім цей результат не задовольнив Фелпса. Він хотів бути в межах 1:45 і не був певен, чи плистиме цю дистанцію в Афінах. Наступного дня Фелпс переміг на дистанції 200 метрів батерфляєм з часом 1:54.31, випередивши на три секунди Тома Малчова. Після дводенної перерви Фелпс повернувся до басейну і фінішував другим після Аарона Пірсола (який побив світовий рекорд) на дистанції 200 метрів на спині. Менш ніж через півгодини Фелпс переміг на дистанції 200 метрів комплексним плаванням, випередивши Раяна Лохте на 2,70 секунди. Наступного дня Фелпс фінішував другим після Іяна Крокера на дистанції 100 метрів батерфляєм. Крокер переміг зі світовим рекордом 50,76, випередивши Фелпса на 0,39 секунди. За підсумками цих відбіркових змагань Фелпс став першим, хто пройшов кваліфікацію до олімпійської збірної США в шести індивідуальних дисциплінах. Утім він відмовився від 200-метрової дистанції на спині, щоб зосередитися на двохсотметрівці вільним стилем, бо хотів змагатися з Яном Торпом. Хоч Фелпс під час відбіркових змагань і не змагався на стометрівці вільним стилем, його все одно обрали для участи в естафеті 4×100 метрів вільним стилем. Ґері Голл-молодший вважав, що це несправедливо, і казав, що Фелпс не заслуговує на місце в естафеті. На це Фелпс відповів, що його програма була надто насиченою, щоб змагатися на дистанції 100 метрів вільним стилем, і що він заслуговує принаймні на місце серед чотирьох найкращих плавців, адже переміг першого сіяного Джейсона Лезака коли попереднього разу змагався з ним. 

#### Афіни
У своїй першій дисципліні, чотирьохсотметрівці комплексом, Фелпс здобув свою першу золоту олімпійську медаль з новим світовим рекордом 4:08,26. Наступного дня Фелпс разом з Іяном Крокером, Нілом Вокером і Джейсоном Лезаком посів третє місце в естафеті 4×100 метрів вільним стилем з часом 3:14,62. Час Крокера на першому етапі 50,05 був найгіршим серед всіх учасників, і його скидали на хворобу. Наступного для на дистанції 200 метрів вільним стилем, яку називали запливом століття, Фелпс посів третє місце позаду Яна Торпа та Пітера ван ден Гоґенбанда. Хоч за її підсумками Фелпс позбувся нагоди зрівнятися з рекордом Шпіца, він усе-одно радів викликові в цій не найсильнішій своїй дисципліні, кажучи: «Як я можу бути розчарований? Я змагався з двома найшвидшими кролістами всіх часів». Наступного дня у своїй четвертій дисципліні, 200 метрів батерфляєм, Фелпс виборов золоту медаль із результатом 1:54,04, побивши олімпійський рекорд Тома Малчова. Приблизно через годину в естафеті 4×200 метрів вільним стилем Фелпс разом із Раяном Лохте, Пітером Вандеркааєм і Клітом Келлером фінішував на першому місці з часом 7:07.33.
Через два дні на дистанції 200 метрів комплексним плаванням Фелпс посів перше місце з новим олімпійським рекордом - 1:57.14. У фіналі на дистанції 100 метрів батерфляєм, що відбувся наступного дня, Фелпс переміг із часом 51,25. Він лише на 0,04 секунди випередив товариша по збірній США Іяна Крокера (тодішнього світового рекордсмена в цій дисципліні). Серед американців заведено було ставити володаря найвищого місця в індивідуальній дисципліні на відповідний етап у фіналі естафети 4×100 метрів комплексом. Утім Фелпс відмовився від свого місця в естафеті на користь Крокера. Жест Фелпса дав Крокеру нагоду ще й виправитися (за помилку на старті попередньої естафети) і востаннє поборотися за золоту медаль. Американська збірна виграла естафету комплексом зі світовим рекордом, а що Фелпс взяв участь у попередніх запливах, то йому, як і учасникам фіналу, вручили золоту медаль. Виборовши шість золотих і дві бронзові медалі, Фелпс, ще підліток, показав друге місце в історії на одній Олімпіаді, поступившись семи золотим медалям Марка Шпіца на літніх Олімпійських іграх 1972. Крім того, він став другим плавцем-чоловіком, який на одних Іграх здобув понад два титули в індивідуальних дисциплінах, зрівнявшись із рекордними чотирма Шпіца 1972 року.

### Чемпіонат світу 2005

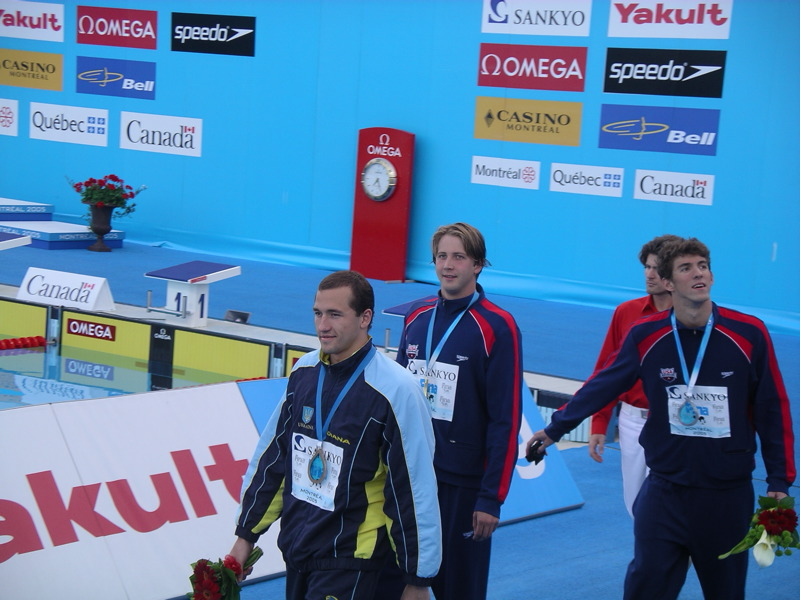
Коло пошани медалістів на дистанції 100 м батерфляєм на Чемпіонаті світу з водних видів спорту 2005 в Монреалі. Фелпс крайній праворуч.

На відбіркових змаганнях до чемпіонату світу 2005 Фелпс вирішив відмовитися від 400-метрівки комплексним плаванням і 200-метрівки батерфляєм, в яких був спеціалістом, і поекспериментувати з 400-метрівкою і 100-метрівкою вільним стилем. Він переміг на дистанціях 400 метрів вільним стилем, 200 метрів вільним стилем, 100 метрів батерфляєм, 100 метрів вільним стилем і 200 метрів комплексним плаванням.   
На Чемпіонаті світу з водних видів спорту 2005 Фелпс виборов шість медалей: п'ять золотих і одну срібну. На дистанції 400 метрів вільним стилем Фелпс не подолав попередній заплив і фінішував 18-м у загальному заліку з результатом 3:50,53. Пізніше того ж дня в естафеті 4×100 метрів вільним стилем Фелпс виграв своє перше золото на тому чемпіонаті. Через два дні, 26 липня, Фелпс виграв своє друге золото на дистанції 200 метрів вільним стилем, встановивши новий рекорд США (NR) 1:45,20 і випередивши Ґранта Гаккетта. Через два дні, 28 липня, Фелпс посів 7-ме місце у фіналі на дистанції 100 метрів вільним стилем. Пізніше того ж дня Фелпс виграв своє третє золото на дистанції 200 метрів комплексом. 29 липня Фелпс разом з Раяном Лохте, Пітером Вандеркааєм і Клітом Келлером здобув золоту медаль в естафеті 4×200 метрів вільним стилем з часом 7:06.58. Це була четверта золота медаль для Фелпса. 30 липня Фелпс взяв участь у своєму останньому індивідуальному запливі на дистанції 100 метрів батерфляєм. У фіналі Іян Крокер встановив новий світовий рекорд 50,40, а Фелпс із часом 51,65 задовольнився сріблом. 31 липня Фелпс здобув свою останню золоту медаль на тому чемпіонаті, у складі збірної США, яка виграла естафету 4×100 метрів комплексом, завдяки участи в попередніх запливах. 

### Пантихоокеанський чемпіонат 2006
На національному чемпіонаті 2006 року Фелпс виграв три дисципліни. У своїй першій дисципліні, на дистанції 200 метрів батерфляєм, Фелпс переміг з рекордом чемпіонату 1:54,32. У своїй другій дисципліні, на дистанції 100 метрів батерфляєм, Фелпс виграв з часом 51,51 (ще один рекорд чемпіонату), ледь випередивши Іяна Крокера з результатом 51,73. У своїй третій дисципліні, комплексному плаванні на 200 метрів, Фелпс переміг із часом 1:56,50, трохи випередивши Райана Лохте (1:56,78). 
На Пантихоокеанському чемпіонаті з плавання 2006 у Вікторії (Британська Колумбія) Фелпс виборов п'ять золотих медалей і одну срібну. У своїй першій дисципліні на дистанції 200 метрів батерфляєм Фелпс переміг зі світовим рекордом — 1:53,80, його першим за два роки. У своїй другій дисципліні, на дистанції 400 метрів комплексним плаванням, Фелпс легко переміг із часом 4:10,47, випередивши на 3,38 секунди Роберта Маргаліса. У своїй третій дисципліні, естафеті 4×200 метрів вільним стилем, Фелпс разом з Раяном Лохте, Пітером Вандеркааєм і Клітом Келлером здобув золоту медаль з часом 7:05.28. У своїй четвертій дисципліні на дистанції 200 метрів на спині Фелпс виборов срібну медаль з часом 1:56,81, поступившись часові Аарона Пірсола 1:54,44 (новий світовий рекорд). У своїй п’ятій дисципліні, естафеті 4×100 метрів вільним стилем, Фелпс разом з Нілом Вокером, Калленом Джонсом і Джейсоном Лезаком здобув золоту медаль зі світовим рекордом — 3:12,46. У своїй шостій дисципліні, на дистанції 200 метрів комплексним плаванням, Фелпс переміг зі світовим рекордом 1:55.84, побивши свій рекорд 1:55.94, встановлений 2003 року. 

### Чемпіонат світу 2007
На Чемпіонаті світу з водних видів спорту 2007 Фелпс здобув сім золотих медалей, зрівнявшись з рекордом Марка Шпіца для світових змагань, встановленим на літніх Олімпійських іграх 1972, і побив п'ять світових рекордів. Свою першу золоту медаль Фелпс виборов на дистанції 4×100 метрів вільним стилем. Він проплив перший етап за 48,42 секунди, а Ніл Вокер, Каллен Джонс і Джейсон Лезак тільки збільшували перевагу, показавши рекорд чемпіонату — 3:12,72, що лише трохи поступався світовому рекорду 3:12,46, встановленому попереднього року. Його час на першому етапі був кращим, ніж переможний час у фіналі індивідуальних змагань на 100-метрівці вільним стилем, показаний пізніше на цьому ж чемпіонаті. Свій перший світовий рекорд на цьому чемпіонаті Фелпс встановив у своїй другій дисципліні на дистанції 200 метрів вільним стилем. Він випередив Пітера ван ден Гоґенбанда, а його час 1:43,86 виявився кращим за світовий рекорд Яна Торпа, який тримався шість років. У своїй третій дисципліні, на дистанції 200 метрів батерфляєм, Фелпс здобув золото з часом 1:52.09, покращивши власний світовий рекорд 1:53.71. У своїй четвертій дисципліні, комплексному плаванні на 200 метрів, Фелпс встановив свій третій світовий рекорд 1:54.98, покращивши власний світовий рекорд 1:55.84. У своїй п'ятій дисципліні, естафеті 4×200 метрів вільним стилем, Фелпс проплив початковий відрізок за 1:45,36, і разом з товаришами по збірній США Раяном Лохте, Клітом Келлером та Пітером Вандеркаєм здобув золоту медаль, а їхній час 7:03.24 був кращим за попередній світовий рекорд, встановлений Австралією 2001 року. У своїй шостій дисципліні на дистанції 100 метрів батерфляєм Фелпс здобув свою шосту золоту медаль з часом 50,77, що лише трохи краще за 50,82 Іяна Крокера. У своїй сьомій дисципліні, на дистанції 400 метрів комплексним плаванням, Фелпс здобув золоту медаль зі світовим рекордом — 4:06.22, випередивши більш ніж на 3,5 секунди Раяна Лохте. Вигравши сім золотих медалей, Фелпс побив рекорд із шести таких нагород, що його встановив був Ян Торп на Чемпіонаті світу 2001. В естафеті 4×100 метрів комплексом збірну США дискваліфіковано в попередніх запливах за фальстарт під час передачі етапу, що позбавило Фелпса шансу на восьму золоту медаль. 
Попри те, що Фелпс лише один раз плив на спині на міжнародних змаганнях (на Пантихоокеанському чемпіонаті 2006), він був одним із найкращих плавців цим стилем у світі. Про це свідчать його особисті найкращі результати показані 2007 року, через чотири місяці після Чемпіонату світу. 1 серпня на Чемпіонаті США в Індіанаполісі Фелпс проплив 200 метрів на спині за 1:54,65, що стало третім найкращим результатом усіх часів у цій дисципліні, на 0,33 секунди гірше за світовий рекорд Раяна Лохте. Через два дні Фелпс проплив 100 метрів на спині за 53,01 секунди, що було лише на 0,03 секунди гірше за світовий рекорд Аарона Пірсола і стало другим найкращим результатом усіх часів. 2007 року Фелпс одразу в семи індивідуальних дисциплінах показав один із трьох найкращих результатів усіх часів, і чотири із них були світові рекорди.

### Літні Олімпійські ігри 2008

#### Відбіркові змагання
На відбіркових змаганнях до олімпійської збірної США 2008 Фелпс змагався в шести індивідуальних дисциплінах. У своїй першій дисципліні, 400-метрівці комплексом, Фелпс показав час 4:06.22, побивши власний світовий рекорд 4:05.25. У своїй другій дисципліні, на дистанції 200 метрів вільним стилем, Фелпс переміг з часом 1:44.10, випередивши Пітера Вандеркаая, який проплив за 1:45.85. У своїй третій дисципліні, на дистанції 100 метрів вільним стилем, Фелпс посів друге місце у своєму запливі з часом 47,92, що забезпечило йому місце в естафеті. У своїй четвертій дисципліні, на дистанції 200 метрів батерфляєм, Фелпс переміг з результатом 1:52.20. У своїй п’ятій дисципліні, на дистанції 200 метрів комплексним плаванням, Фелпс проплив за час 1:54.80, побивши власний світовий рекорд 1:54.98. У своїй шостій і останній дисципліні, на дистанції 100 метрів батерфляєм, Фелпс переміг із результатом 50,89. На запитання про свої шанси вибороти вісім золотих медалей у Пекіні, Фелпс відповів: «Я готуватимусь до цих змагань так само, як і до будь-яких інших... Це все, що я можу зробити за місяць, а потім я готуватимусь якнайкраще». 

#### Пекін
Фелпс встановив олімпійський рекорд у попередніх запливах на дистанції 400 метрів комплексом. У фіналі здобув золоту медаль, побивши власний світовий рекорд майже на дві секунди. Цей рекорд згодом виявився таким, що найдовше протримався серед чоловіків на довгій воді, перевершивши досягнення німця Отто Фара, чий світовий рекорд на дистанції 100 метрів на спині тримався з 1912 до 1926 року. 
Перший етап естафети 4×100 метрів вільним стилем Фелпс проплив за 47,51 секунди (американський рекорд на дистанції 100 метрів вільним стилем) і виграв свою другу золоту медаль на Олімпіаді 2008, а також встановив свій другий світовий рекорд на цих Олімпійських іграх (3:08.24). Його товариш по команді Джейсон Лезак розпочинав завершальний етап на понад половину корпусу позаду Алена Бернара, однак зумів випередити французького плавця, який був фаворитом, на вісім сотих секунди. П'ять найкращих команд у фіналі випередили світовий рекорд 3:12.23, встановлений напередодні в попередньому запливі американською командою В. Фелпс зазначив, що передстартовий коментар Бернара про «розгром американців» «розпалив мене більше, ніж будь-що інше». Le Nouvel Observateur зазначив, що «Фелпс знайшов час, щоб поаплодувати Бернару та його втішити», і написав, що така спортивна поведінка «доводить, що людина, яка пливе в кільватері Марка Шпіца, теж великий джентльмен».
У своїй третій дисципліні Фелпс майже на секунду побив свій попередній світовий рекорд на дистанції 200 метрів вільним стилем і виграв свою третю золоту медаль. Це був його третій світовий рекорд на цих Олімпійських іграх, 1:42.96, а срібний призер Пак Тхе Хван відстав майже на дві секунди. У цьому запливі Фелпс став п'ятим сучасним олімпійцем обох статей, який виборов дев'ять золотих медалей. Раніше це досягнення підкорилося Маркові Шпіцу, Ларисі Латиніній, Пааво Нурмі та Карлові Льюїсу.

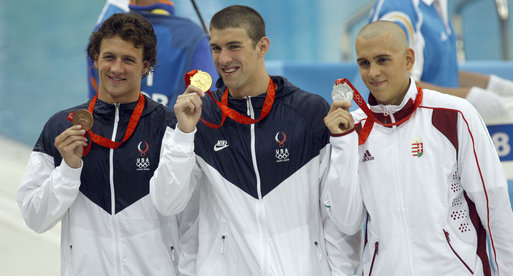
Фелпс тримає свою золоту медаль на подіумі 10 серпня 2008 року. На світлині з Райаном Лохте та Ласло Чехом

Наступного дня Фелпс взяв участь у двох фіналах. У першому з них, на дистанції 200 метрів батерфляєм, він здобув четверту золоту медаль і встановив четвертий світовий рекорд 1:52.03 у чотирьох дисциплінах, перемігши срібного призера Ласло Чеха майже на сім десятих секунди, попри те, що його окуляри були заповнені водою, тож він «нічого не бачив упродовж останніх 100 метрів». Ця четверта золота медаль стала для нього десятою і вивела його на чисте перше місце за кількістю золотих олімпійських медалей, які здобула одна особа в епоху сучасних Олімпійських ігор. Крім того, Фелпс став першим плавцем серед обох статей, який виграв три олімпійські титули в батерфляї (після двох титулів на Олімпіаді 2004 в Афінах). А ще він став першим плавцем, який успішно захистив олімпійський титул у плаванні батерфляєм.
Менш як через годину Фелпс проплив початковий етап естафети 4×200 метрів вільним стилем. Разом з Лохте, Ріккі Беренсом і Пітером Вандеркааєм він здобув своє п'яте золото і встановив свій п’ятий світовий рекорд 6:58,56. Американці першими подолали семихвилинну позначку в цій естафеті й більш ніж на чотири з половиною секунди перевершили попередній рекорд, встановлений у Мельбурні (Австралія).
Відпочивши день від фіналів (Фелпс взяв участь у попередніх запливах), 15 серпня Фелпс виграв своє шосте золото на Іграх у Пекіні, перемігши на дистанції 200 метрів комплексом зі світовим рекордом 1:54.23, майже на дві секунди попереду Ласло Чеха.

##### Сьома золота медаль

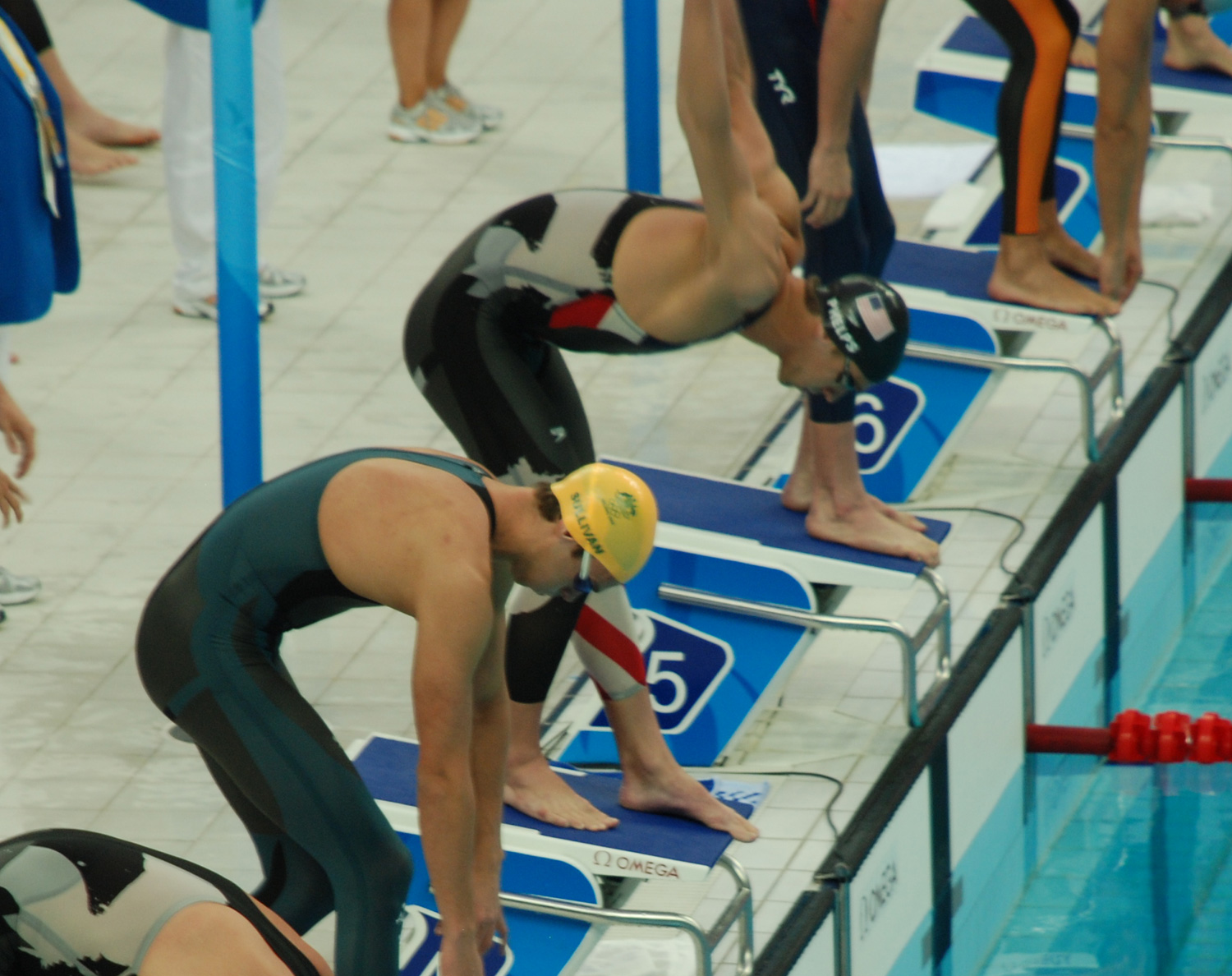
Фелпс (у чорній шапці) починає естафету 4х100 метрів на Олімпійських іграх у Пекіні, 11 серпня 2008 року

Перед фінальним запливом на 100 метрів батерфляєм народжений у США сербський плавець Милорад Чавич спричинив невелике збурення, сказавши, що було б «добре», якби Фелпс програв. «Для нього було б добре, якби він програв. Було б добре, якби історики казали, що Майкл Фелпс виграв сім золотих медалей, а восьму програв «якомусь хлопцеві». Я хотів би бути цим хлопцем». На це Фелпс відповів: «Коли люди говорять такі речі, це запалює мене більше, ніж будь-що». 16 серпня Фелпс виграв свою сьому золоту медаль на цих Іграх на дистанції 100 метрів батерфляєм, встановивши олімпійський рекорд 50,58 і випередивши свого найближчого конкурента Чавича лише на одну соту секунди.
На відміну від усіх шести своїх попередніх дисциплін на Іграх 2008, Фелпс не встановив нового світового рекорду, залишивши недоторканим час Іяна Крокера 50,40, встановлений 2005 року.
Фініш Фелпса на 0,01 секунди попереду Чавича змусив сербську делегацію подати протест. Фахівці FINA проаналізували відеозапис, знятий зі швидкістю 10 тис кадрів на секунду, і підтвердили перемогу Фелпса. Однак ці кадри не одразу оприлюднено для ЗМІ. Початкова відмова офіційного виробника хронометрів Omega опублікувати підводні знімки фінішу також викликала питання через спонсорські відносини Фелпса з Omega. Опісля Чавич написав у своєму блозі: «Люди, це найкраща мить мого життя. Я вважаю, що це слід прийняти і рухатися далі. Я прийняв поразку, і немає нічого поганого в тому, щоб програти найвидатнішому плавцю всіх часів». 
Завдяки сьомій золотій медалі на цих Іграх Фелпс зрівнявся з рекордом Марка Шпіца, встановленим на Олімпіаді 1972 року. Крім того, це була його п'ята золота медаль у Пекіні, здобута в індивідуальній дисципліні, й він зрівнявся з рекордом, що його встановив Ерік Гайден на Зимових Олімпійських іграх 1980, а потім повторив Віталій Щербо на літніх Олімпійських іграх 1992. Встановивши свій сьомий поспіль олімпійський рекорд на Іграх у кожній дисципліні, що брав участь, Фелпс сказав: «Мрійте якомога більше, і все може збутися... Я неначе уві сні. Іноді я змушений ущипнути себе, щоб переконайтеся, що це все наяву». 

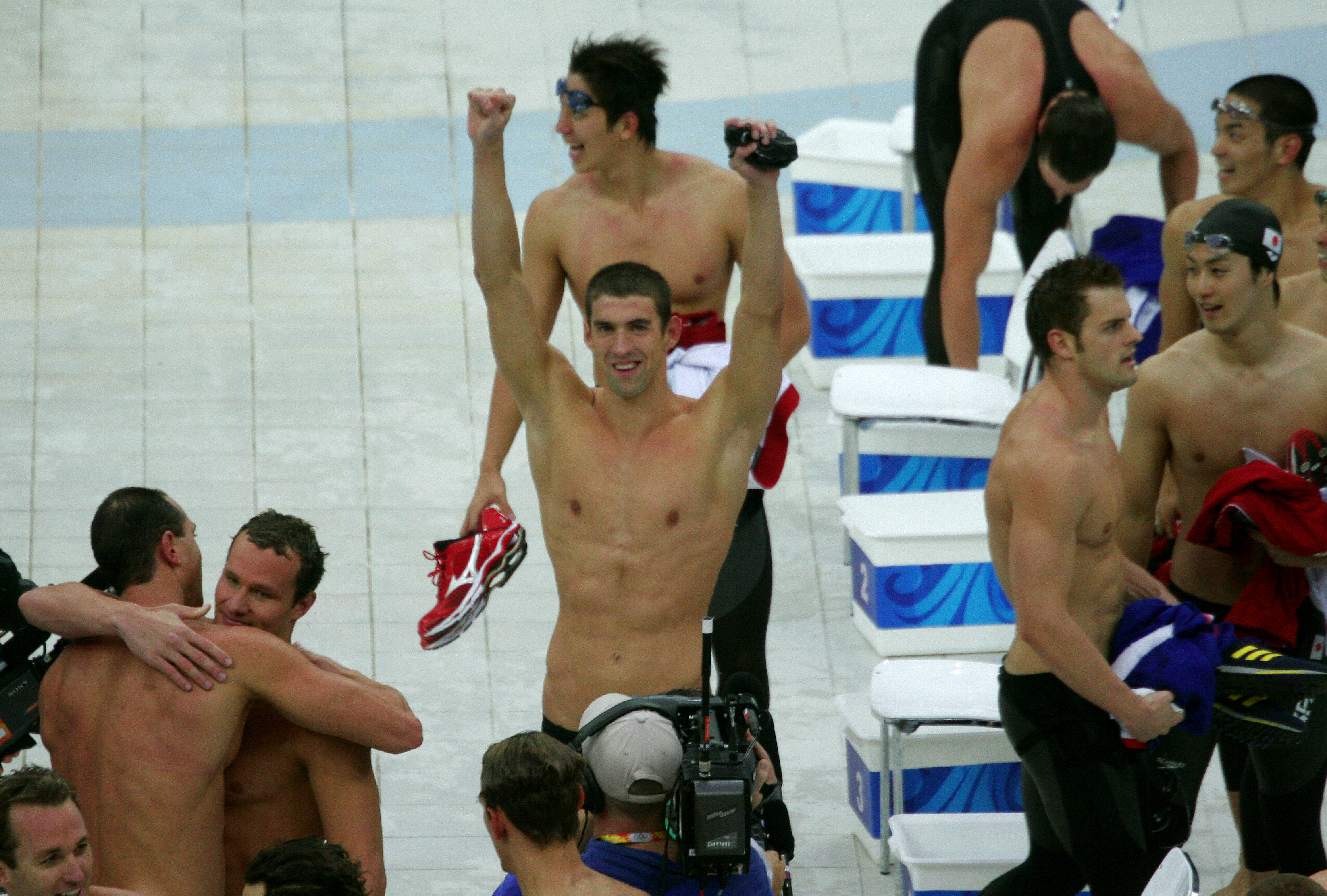
Майкл Фелпс святкує з товаришами по команді після здобуття своєї 8-ї золотої медалі.

##### Рекорд усіх часів
17 серпня Фелпс виграв свою восьму золоту медаль в естафеті 4×100 метрів комплексом, побивши рекорд Марка Шпіца з семи золотих медалей, здобутих на одних Олімпійських іграх, встановлений 1972 року. Фелпс разом із товаришами по команді Бренданом Гансеном, Аароном Пірсолом і Джейсоном Лезаком встановив новий світовий рекорд 3 хвилини 29,34 секунди, випередивши на 0,7 секунди Австралію, яка посіла друге місце, і на 1,34 секунди швидше за попередній рекорд США на Олімпійських іграх 2004 в Афінах. Коли Фелпс пірнув, щоб пропливти 100-метровий відрізок батерфляєм, третій відрізок 400-метрівки комплексом, США відставали від Австралії та Японії. Фелпс проплив свій етап за 50,1 секунди, найшвидший етап батерфляєм за всю історію цієї дисципліни, забезпечивши товаришеві по команді Джейсону Лезаку понад півсекунди переваги на фінальному етапі, яку він утримав і виграв змагання зі світовим рекордом. Здобувши восьму золоту медаль і встановивши восьмий олімпійський рекорд у всіх восьми дисциплінах, в яких від брав участь, Фелпс сказав: «Рекорди завжди існують для того, щоб їх били, хоч би якими вони були... Кожен може зробити все, що задумає».

#### Тестування на наявність препаратів, що підвищують працездатність
Під час Олімпійських ігор 2008 ЗМІ поцікавились у Фелпса чи часом не є його досягнення «надто чудовими, щоб бути правдою», маючи на увазі непідтверджені чутки про те, що він можливо вживає препарати, що підвищують працездатність. У відповідь Фелпс зазначив, що він підписався на Project Believe, - проєкт Антидопінгового агентства США, у рамках якого американські олімпійці можуть добровільно пройти тестування, яке перевищує вимоги Всесвітнього антидопінгового агентства. Під час тих Ігор Фелпс успішно пройшов усі дев'ять тестів, які йому призначили. 

### Чемпіонат світу 2009
На національному чемпіонаті 2009 Фелпс радикально скоротив свою програму, взявши участь лише в трьох індивідуальних дисциплінах. У першій з них, на дистанції 200 метрів вільним стилем, він переміг з часом 1:44.23. У своїй другій дисципліні, 200-метрівці батерфляєм, Фелпс легко переміг з часом 1:52.76, на 0,88 секунди попереду срібного медаліста. У своїй третій дисципліні, на дистанції 100 метрів батерфляєм, Фелпс переміг зі світовим рекордом 50,22.

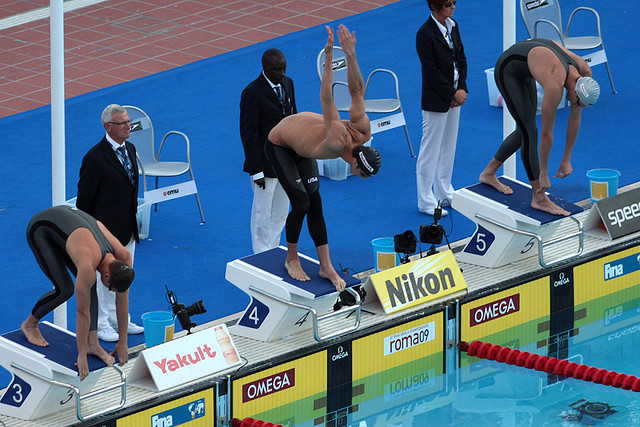
Фелпс (у центрі) перед початком півфіналу на дистанції 200 метрів батерфляєм під час Чемпіонату світу з водних видів спорту 2009

На Чемпіонаті світу з водних видів спорту 2009 Фелпс виборов 6 медалей: 5 золотих і 1 срібну. У своїй першій дисципліні, естафеті 4×100 метрів вільним стилем, Фелпс проплив стартовий етап за 47,78, що набагато гірше за його 47,51, показані в Пекіні, однак американська команда в боротьбі за золото змогла обійти Росію та Францію. У своїй другій дисципліні, на дистанції 200 метрів вільним стилем, Фелпс програв свій перший за чотири роки заплив німцеві Паулеві Бідерманну і взяв срібло. Показавши час 1:42.00 Бідерманн розтрощив рекорд Фелпса 1:42.96, встановлений у Пекіні роком раніше. Фелпс достойно прийняв поразку, а натомість тренер Боб Боумен погрожував зняти Фелпса з міжнародних змагань, бо вважав, що повністю поліуретановий купальний костюм фірми Arena X-Glide давав Бідерманну несправедливу перевагу. Боумен казав: «Мені знадобилося п'ять років, щоб поліпшити результат Майкла з 1:46 до 1:42, а цей хлопець зробив це за 11 місяців. Це неймовірне тренувальне досягнення. Хотілось би знати, як йому це вдалося». Фелпс відновився після цієї поразки, і у своїй третій дисципліні, на дистанції 200 метрів батерфляєм, переміг з результатом 1:51.51, побивши власний світовий рекорд 1:52.03. У своїй четвертій дисципліні, естафеті 4×200 метрів вільним стилем, Фелпс проплив перший етап за 1:44,49, а команда здобула золоту медаль і побила світовий рекорд, встановлений попереднього року. Після поразки Фелпса на дистанції 200 метрів вільним стилем, багато хто вважав, що він може програти у фінальному запливі на 100 метрів батерфляєм. Його найближчий конкурент, Милорад Чавич, який вдягав Arena X-Glide (той самий костюм, у якому Бідерманн переміг Фелпса), вважав, що люди шукають виправдання для Фелпса в тому, тому що він вдягає LZR Racer. Чавич навіть запропонував купити Фелпсу новий костюм. У своїй п'ятій дисципліні, на дистанції 100 метрів батерфляєм, Фелпс здобув «золото» і з результатом 49,82 проти 49,95 Чавича став першим, хто проплив її менш як за 50 секунд. Фелпс не міг стримати радости від цієї перемоги. У своїй останній дисципліні, естафеті 4×100 метрів комплексом, Фелпс здобув свою п’яту золоту медаль. Разом із товаришами по команді Аароном Пірсолом, Еріком Шанто та Девідом Волтерсом він встановив новий світовий рекорд 3 хвилини 27,28 секунди. 

### Пантихоокеанський чемпіонат 2010
На національному чемпіонаті 2010 Фелпс взяв участь у п'яти індивідуальних дисциплінах. Він переміг на дистанції 200 метрів вільним стилем з результатом 1:45,61, випередивши Раяна Лохте. Приблизно через годину він виграв 200-метрівку батерфляєм. Утім сам Фелпс назвав свій виступ «найгіршою» 200-метрівкою батерфляєм у своєму житті. На дистанції 100 метрів батерфляєм із результатом 50,65 Фелпс здобув свій 50-й титул на національних чемпіонатах. Після цього запливу Фелпс сказав, що «цілком задоволений» результатом. На дистанції 200 метрів комплексним плаванням  Фелпс показав час 1:55,94 і фінішував другим, поступившись Лохте з результатом 1:54,84. Це була перша перемога Лохте над Фелпсом на великих національних змаганнях. На дистанції 200 метрів на спині Фелпс посів 4-те місце з результатом 1:56,98.
У перший день змагань на Пантихоокеанському чемпіонаті з плавання 2010 Фелпс відмовився від участи у фіналі на 200 метрів вільним стилем, щоб зосередитися на 200-метрівці батерфляєм. На дистанції 200 метрів батерфляєм Фелпс лідирував від старту до фінішу й переміг із часом 1:54,11. Хоча цей результат був набагато повільніший, ніж його торішній час 1:51,51, він продовжив безпрограшну серію фіналів у цій дисципліні, що почалася 2002 року. У другий день змагань Фелпс взяв участь у запливах на 400 метрів комплексним плаванням, де не потрапив до фіналу А, а також в естафеті в естафеті 4×200 метрів вільним стилем, де разом з Пітером Вандеркааєм, Ріккі Беренсом і Лохте фінішував першим, випередивши Японію та Австралію. У третій день змагань Фелпс взяв участь у запливі на 100 метрів батерфляєм, де посів перше місце з рекордом чемпіонату 50,86, а також в естафеті 4×100 метрів вільним стилем, де разом із Лохте, Джейсоном Лезаком і Натаном Едрієном фінішував першим, випередивши Австралію та Південну Африку. На першому етапі цієї естафети він встановив рекорд чемпіонату на дистанції 100 метрів вільним стилем 48,13. У своїй останній дисципліні, естафеті 4×100 метрів комплексом, Фелпс разом з товаришами по команді Аароном Пірсолом, Марком Генглоффом і Едрієном фінішував першим, випередивши Японію та Австралію. 

### Чемпіонат світу 2011
У своїй першій дисципліні на Чемпіонаті світу з водних видів спорту 2011 в Шанхаї Фелпс виграв бронзу в естафеті 4×100 метрів вільним стилем, де його товаришами по команді були Гаррет Вебер-Гейл, Джейсон Лезак і Натан Едрієн. Це була перша бронза Фелпса на чемпіонатах світу з водних видів спорту. Фелпс проплив перший етап за 48,08 - другий результат серед учасників першого етапу після 47,49 Джеймса Магнуссена. У своїй другій дисципліні, на дистанції 200 метрів вільним стилем, Фелпс вдруге поспіль у цій дисципліні здобув срібло на Чемпіонаті світу з водних видів спорту. Цього разу, з часом 1:44.79 він поступився Раянові Лохте, який проплив за 1:44.44. У своєму третьому фіналі, на дистанції 200 метрів батерфляєм, показавши час 1:53.34, він виграв свою першу золоту медаль на цьому чемпіонаті й став першим плавцем, який виграв п'ять золотих медалей чемпіонатів світу в одній дисципліні. 
У своїй четвертій дисципліні, 200-метрівці комплексом, Фелпс знову посів друге місце позаду Лохте. Він встановив особистий рекорд 1:54,16, на 0,16 секунди гірше від світового рекорду Лохте. Це була 30-та медаль Фелпса на чемпіонатах світу з водних видів спорту. Невдовзі після участи в півфіналі на дистанції 100 метрів батерфляєм Фелпс змагався в естафеті 4×200 метрів вільним стилем, де його товаришами по команді були Пітер Вандеркаай, Ріккі Беренс і Раян Лохте. Вони здобули золоту медаль з результатом 7:02.67. Фелпс проплив свій перший етап за 1:45.53 - третій час серед його учасників. На 100-метрівці батерфляєм Фелпс переміг з часом 50,71. Це був його третій титул у цій дисципліні на чемпіонатах світу (після 2007 і 2009 років) і другий титул в індивідуальній дисципліні на цьому чемпіонаті. У своїй останній дисципліні, естафеті 4×100 метрів комплексом, Фелпс разом з товаришами по команді Ніком Томаном, Марком Генглоффом і Натаном Едрієном здобув золоту медаль з часом 3:32,06. На своєму етапі батерфляєм він з великим запасом показав найшвидший час 50,57.

### Літні Олімпійські ігри 2012

#### Відбіркові змагання
Що стосується літніх Олімпійських ігор 2012 у Лондоні, то Фелпс спочатку заявляв, що більше ніколи не виступатиме у восьми дисциплінах, а натомість спробує свої сили в нових дисциплінах. Фелпс заявив: «Я постійно кажу, що хочу спробувати себе в спринті, однак Боб [Боумен] насправді не в захваті від цієї ідеї... Не думаю, що це станеться... Впродовж наступних чотирьох років я хотів би спробувати деякі інші дисципліни, можливо полишити деякі з дисциплін, в яких я змагався тут». Проте на відбіркових змаганнях до олімпійської збірної 2012, Фелпс кваліфікувався в тих самих восьми дисциплінах, в яких змагався 2008 року в Пекіні. Згодом від відмовився від 200-метрівки вільним стилем через, з його слів, бажання зосередитися на естафеті 4×100 метрів вільним стилем. Під час цих відбіркових змагань Фелпс посів перші місця на дистанціях 200 метрів вільним стилем, 100 метрів батерфляєм, 200 метрів батерфляєм, 200 метрів комплексним плаванням і друге - на 400-метрівці комплексним плаванням. Кваліфікувавшись на свої четверті Олімпійські ігри, Фелпс встановив рекорд за цим показником серед представників чоловічого плавання США. 

#### Лондон

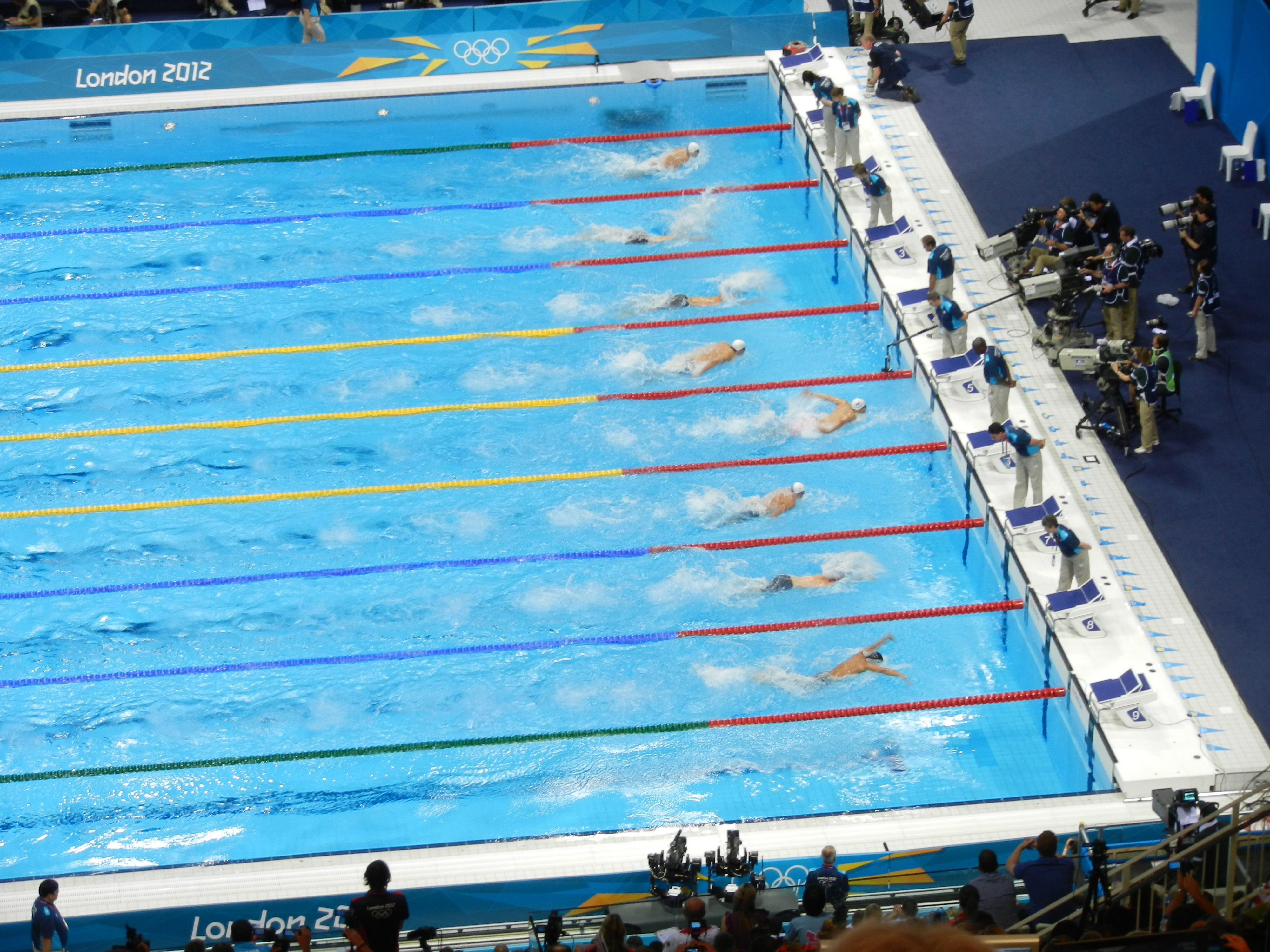
У своєму попередньому запливі на 100 метрів батерфляєм Фелпс (четвертий зверху) посідав 8-ме місце після 50-метрової позначки, але зрештою виграв цей заплив і кваліфікувався до півфіналу.

28 липня 2012 року у своїй першій дисципліні на літніх Олімпійських іграх 2012, на 400 метрів комплексом, Фелпс посів четверте місце після свого співвітчизника Раяна Лохте, бразильця Тьяго Перейри та японця Косуке Хаґіно. Це був перший випадок на олімпіадах, починаючи з Олімпійських ігор 2000, коли Фелпс брав участь у якійсь дисципліні і не здобував медалі. Наступного вечора, у своїй другій дисципліні на цих Іграх, він здобув срібло як учасник естафети 4×100 метрів вільним стилем. Фелпс показав найкращий час серед інших членів американської команди і другий серед всіх учасників цієї естафети. 
31 липня 2012 року Фелпс виборов срібну медаль на дистанції 200 метрів батерфляєм, поступившись південноафриканцеві Чадові ле Клосу п'ятьма сотими секунди, а також золоту медаль в естафеті 4×200 метрів вільним стилем. Цим він спочатку зрівнявся, а потім і перевершив рекорд Лариси Латиніної за кількістю олімпійських медалей різного ґатунку. Латиніна була присутня на цьому запливі й побажала сама вручити медаль Фелпсу, але їй відповіли, що олімпійські правила цього не дозволяють. З її слів, Фелпс заслужив на цей рекорд. 
2 серпня 2012 року Фелпс виграв свою 16-ту золоту олімпійську медаль, з часом 1:54.27 випередивши Раяна Лохте на дистанції 200 метрів комплексом. Завдяки цій перемозі він став першим серед чоловіків плавцем, який виграв одну й ту саму дисципліну на трьох Олімпіадах поспіль. Ребекка Соні та Фелпс (двічі) - єдині плавці, які успішно захистили здобутий на Іграх 2008 титул в індивідуальній дисципліні. А ще ця перемога стала п'ятим титулом Фелпса в індивідуальному комплексному плаванні. Раніше рекорд із чотирьох золотих медалей поділяли угорець Тамаш Дарньї та українка Яна Клочкова. 
Заплив на 100 метрів батерфляєм, який відбувся наступного вечора, став ще однією дисципліною, яку він виграв на третій олімпіаді поспіль. У 2004 і 2008 роках перевага над другим місцем була зовсім невеликою (0,04 і 0,01 секунди відповідно), цього ж разу Фелпс випередив Ле Клоса і Євгена Коротишкіна, які поділили срібло, на 0,23 секунди.
Останньою дисципліною для Фелпса стала естафета 4×100 метрів комплексом, у якій він виборов свою 18-ту золоту медаль та 22-гу в загалом на Олімпійських іграх. Здобувши 4 золоті та 2 срібні медалі, Фелпс вже третю Олімпіаду поспіль завершив як найуспішніший плавець.  Після його останньої дисципліни Фелпса міжнародна федерація плавання FINA вручила йому нагороду як найтитулованішому олімпійцеві в історії. 
Після Олімпійських ігор 2012 року Фелпс завершив кар'єру плавця, заявивши: «З мене досить. Я вичерпався. Я пішов на відпочинок. З мене досить», і «Я просто хотів покінчити з плаванням і не мати більше нічого спільного з цим видом спорту». 

### 2014 рік, повернення в спорт
У квітні 2014 року Фелпс оголосив, що повертається в спорт й пізніше того ж місяця візьме участь у змаганнях. У травні 2014 року він переміг на дистанції 100 метрів батерфляєм на Arena Grand Prix в Шарлотт (Північна Кароліна). За повідомленнями, Фелпса мотивувала нездатність національної команди виграти чоловічу естафету 4×100 метрів вільним стилем після перемог у Пекіні 2008 та Римі 2009. Стосунки між Фелпсом і тренером Бобом Боуменом зіпсувалися під час приготувань до Лондона 2012, тому Фелпс переконав скептично налаштованого Боумена, що він «не тренується для історії. Не тренується заради медалей. Не тренується навіть заради всіх своїх прихильників». Цього разу Фелпс хоче плавати для себе... і насолоджуватися подорожжю». Повернувшись у спорт 2014 року Фелпс «зменшив споживання калорій» і «збільшив кількість крижаних ванн після плавання». Станом на відбіркові змагання до олімпійської збірної 2016, попри на свій вік, Фелпс «почувався фізично сильнішим у воді, можливо, завдяки вправам, які Боумен додав до його тренувань у басейні, як-от багаторазовому повторенню 40-секундних запливів дельфіном з притиснутою до грудей 10-фунтовою вагою». 

### Чемпіонат США 2015
Після того, як Фелпса не взяли на Чемпіонат світу з водних видів спорту 2015 через водіння в нетверезому стані, він натомість взяв участь у чемпіонаті США (на довгій воді) у Сан-Антоніо як своєму цільовому змаганні літа. Він здобув золоті медалі на дистанціях 100 метрів батерфляєм (50,45 с), 200 метрів батерфляєм (1:52,94) та 200 метрів комплексним плаванням (1:54,75). У кожній з цих дисциплін він показав найшвидший час 2015 року у світі 2015.
У грудні 2015 року на зимовому чемпіонаті США у Федерал-Вей Фелпс виборов титули в тих самих трьох дисциплінах, знову на довгій воді, довівши загальну кількість національних титулів за кар’єру до 62. 

### Літні Олімпійські ігри 2016

#### Відбіркові змагання
На відбіркових змаганнях до олімпійської збірної США в місті Омаха Фелпс переміг на дистанціях 200 м батерфляєм (1:54,84), 200 м комплексним плаванням (1:55,91) і 100 м батерфляєм (51,00 с). Отож він став першим американським плавцем серед чоловіків і другим серед обох статей, після Дари Торрес, який кваліфікувався на п’яту Олімпіаду. На цих змаганнях він не вразив результатами на дистанції 100 метрів вільним стилем, однак на останньому тренувальному таборі в Атланті за тиждень до поїздки в Ріо Фелпс показав у цій дисципліні «четвертий найшвидший час сезону за сигналом стартера», автоматично забезпечивши собі одне з семи місць у чоловічій естафетній команді 4×100 метрів вільним стилем. 

#### Ріо-де-Жанейро
На церемонії відкриття Літніх Олімпійських ігор 2016 Фелпсу доручили нести прапор США. Це була перша церемонія відкриття Олімпіади, яку він відвідав. Крім того, олімпійська команда США з плавання вибрала його одним із шести капітанів збірної США на Олімпіаді. Він демонстрував розслаблену, товариську манеру спілкування в олімпійському селищі та на прес-конференціях, яка різко контрастувала з його відлюдькуватістю на попередніх Олімпіадах. Разом з ним були наречена Ніколь Джонсон і син Бумер.
7 серпня у своїй першій дисципліні, естафеті 4×100 м вільним стилем, Фелпс здобув свою першу золоту медаль на Іграх 2016 року та свою 19-ту золоту олімпійську медаль загалом. На другому етапі він виконав чи не найшвидший в історії розворот (2,43 м/с) . На цьому етапі він обігнав француза Фаб'яна Жіло і вийшов у лідери, а товариші по команді вже цю перевагу потім не випустили. Етап Фелпса вирішив долю естафети, так що Жіло навіть згодом зауважив: «Хоч би які швидкі були мої товариші по команді, іншопланетянин на ім'я Фелпс виявився ще швидшим». Фелпс проплив етап за 47,12, четвертий результат серед всіх учасників естафети (три найкращі результати показали учасники першого етапу) і найкращий серед його власних етапів на останніх трьох Олімпіадах. 

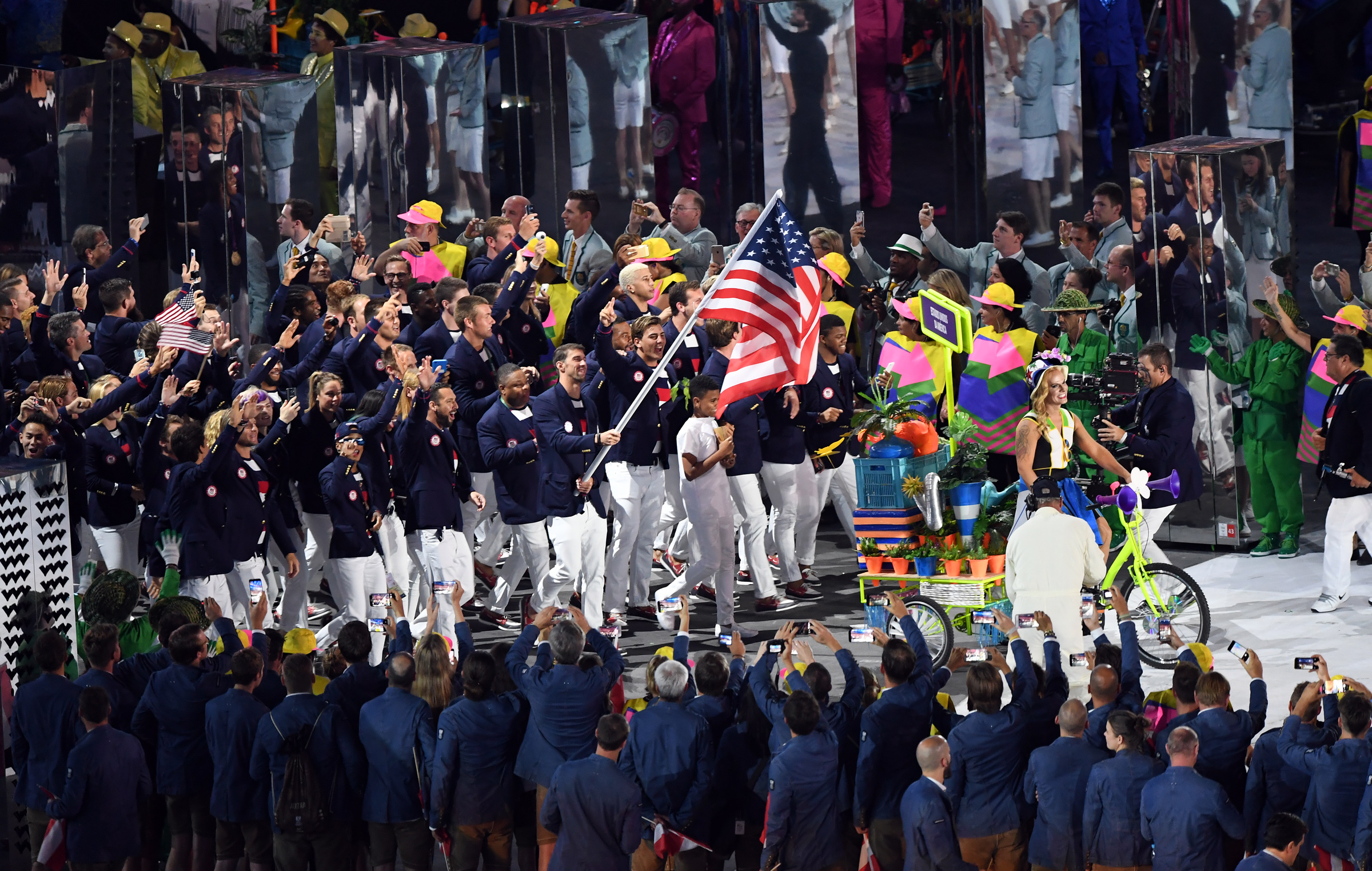
Фелпс несе прапор США під час параду націй на церемонії відкриття літніх Олімпійських ігор 2016

9 серпня у своїй другій дисципліні, на дистанції 200 метрів батерфляєм, Фелпс став першим плавцем серед обох статей в історії, який на п'яти Олімпійських іграх потрапив до фіналу в одній і тій самій дисципліні: посів 5-те місце 2000 року, 1-ше - у 2004 і 2008 роках і 2-ге 2012 року (2020 року Федеріка Пеллегріні стане другою серед плавців обох статей). Чотири роки перед тим він поступився Чадові ле Клосу, а цього разу в боротьбі за 1-ше місце випередив Масато Сакаї на 0,04 с. Зі слів Фелпса, повернути цей титул було головною метою його повернення в спорт. Попередній і фінальний запливи в цій дисципліні були дуже розкручені як реванш між Фелпсом і ле Клосом. Стосунки між цими двома спортсменами були доброзичливими ще в 2012–2013 роках, але вони погіршали 2014 року, коли Фелпс повернувся після завершення кар'єри і припустив, що нині в батерфляї показують повільні часи. Сцена в підготовчій кімнаті перед попереднім запливом, коли ле Клос бився з тінню поки Фелпс «сяяв у кутку», породила інтернет-мем із гештегом #PhelpsFace. Завдяки цій перемозі 31-річний Фелпс став не тільки найстаршим олімпійським чемпіоном з плавання серед чоловіків, але й найстаршим олімпійським чемпіоном в індивідуальній плавальній дисципліні, побивши, відповідно, рекорди Дьюка Каганамоку 1920 року та Інге де Бройн 2004 року. А ще Фелпс став першим плавцем, який виграв золоті олімпійські медалі в індивідуальній дисципліні з інтервалом у 12 років. Обидва ці рекорди через три дні побив Ентоні Ервін. 
Того самого дня, 9 серпня, в естафеті 4×200 м вільним стилем Фелпс виборов свою 21-шу золоту медаль. В одній команді з ним пливли Конор Дваєр, Тавнлі Гаас і Раян Лохте. Для Фелпса та Лохте це була 4-та поспіль золота медаль у цій дисципліні.

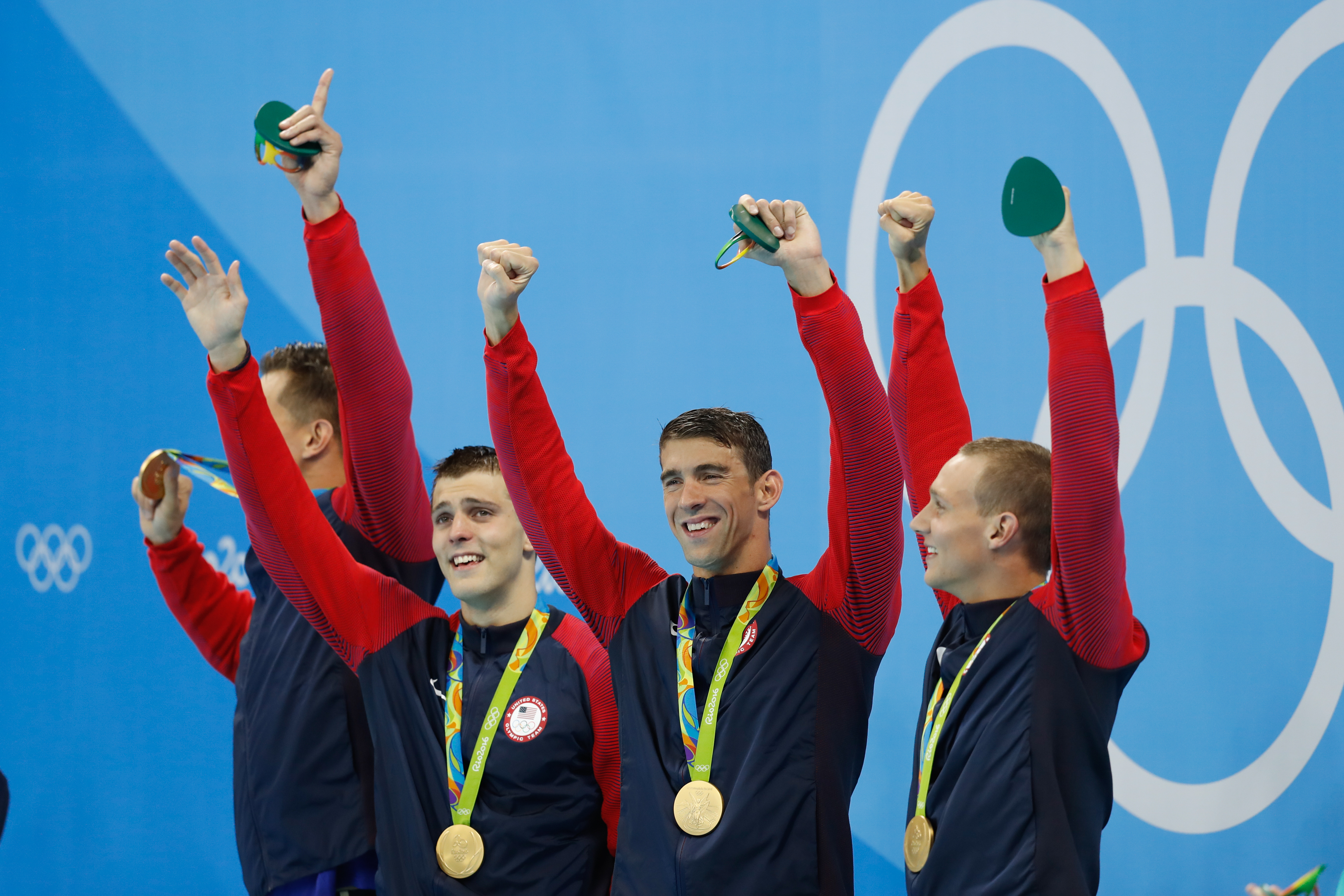
Фелпс з Натаном Едрієном, Раяном Гелдом і Кайлебом Дресселом після перемоги в естафеті 4 × 100 м вільним стилем

11 серпня на дистанції 200 метрів комплексом Фелпс здобув свою 22-гу золоту медаль. Він на 1,95 секунди випередив Косуке Хаґіно, чемпіона в комплексному плаванні на 400 м,. Це була четверта поспіль золота медаль Фелпса в цій дисципліні, а також четверта на цих Іграх. Він став першим плавцем серед обох статей, який чотири рази виграв одну і ту саму індивідуальну дисципліну, перевершивши попередній рекорд із трьох перемог Дон Фрейзер і Крістіни Егерсегі. А ще він став третім олімпійцем загалом, після легкоатлетів Ела Ортера та Карла Льюїса, який чотири рази виграв одну і ту саму індивідуальну дисципліну. Цією 13-ю золотою медаллю в індивідуальній дисципліні Фелпс побив встановлений на античних Олімпійських іграх рекорд Леоніда Родоського. Леонідас із острова Родос на чотирьох античних Олімпійських іграх тричі вигравав різні забіги на кожній із Олімпіад поспіль. Було це в 164, 160, 156 та 152 роках до нашої ери, тобто Леонідас Родоський був олімпійським переможцем 12 разів. Його рекорд тримався 2168 років.
У своїй останній індивідуальній дисципліні, на дистанції 100 м батерфляєм Фелпс зазнав поразки від сінгапурця Джозефа Скулінга і поділив срібну медаль з Чадом ле Клосом та Ласло Чехом. 
13 серпня в естафеті 4 × 100 метрів комплексом Фелпс здобув 23-тю золоту і 28-му загалом медаль на Олімпійських іграх, і нею завершив свою кар'єру. В одній команді з ним пливли Раян Мерфі, Коді Міллер і Натан Едрієн. Вони побили олімпійський рекорд і, за даними Олімпійського комітету США, здобули 1001-шу золоту медаль збірної США на всіх олімпійських іграх. Після Олімпіади в Ріо Фелпс повторно завершив кар'єру плавця. 
Виступ Фелпса на Олімпійських іграх в Ріо був унікальний у сенсі «здобуття багатьох золотих медалей у 31 рік, що набагато перевищує типовий пік для плавців-чоловіків». Його вважають одним із найвидатніших олімпійців усіх часів.

### Результати міжнародних змагань на довгій воді
| Meet     | 100 вільн. | 200 вільн. | 400 вільн. | 200 спин. | 100 батер. | 200 батер. | 200 компл. | 400 компл.    | 4×100 вільн. | 4×200 вільн. | 4×100 компл. |
| -------- | ---------- | ---------- | ---------- | --------- | ---------- | ---------- | ---------- | ------------- | ------------ | ------------ | ------------ |
| ОІ 2000  |            |            |            |           |            | 5-те       |            |               |              |              |              |
| ЧС 2001  |            |            |            |           |            | 1          |            |               |              |              |              |
| ПТЧ 2002 |            |            |            |           |            | 2          | 1          | 1             |              | 2            | 1            |
| ЧС 2003  |            |            |            |           | 2          | 1          | 1          | 1             |              | 2            | [a]          |
| ОІ 2004  |            | 3          |            |           | 1          | 1          | 1          | 1             | 3            | 1            | [a]          |
| ЧС 2005  | 7-ме       | 1          | 18-те      |           | 2          |            | 1          |               | 1            | 1            | [a]          |
| ПТЧ 2006 |            |            |            | 2         |            | 1          | 1          | 1             | 1            | 1            |              |
| ЧС 2007  |            | 1          |            |           | 1          | 1          | 1          | 1             | 1            | 1            |              |
| ОІ 2008  |            | 1          |            |           | 1          | 1          | 1          | 1             | 1            | 1            | 1            |
| ЧС 2009  |            | 2          |            |           | 1          | 1          |            |               | 1            | 1            | 1            |
| ПТЧ 2010 |            |            |            |           | 1          | 1          |            | поп. запл.[b] | 1            | 1            | 1            |
| ЧС 2011  |            | 2          |            |           | 1          | 1          | 2          |               | 3            | 1            | 1            |
| ОІ 2012  |            |            |            |           | 1          | 2          | 1          | 4-те          | 2            | 1            | 1            |
| ЧС 2013  |            |            |            |           |            |            |            |               |              |              |              |
| ПТЧ 2014 | 4-те       |            |            |           | 1          |            | 2          |               | 2            | 1            | 1            |
| ЧС 2015  |            |            |            |           |            |            |            |               |              |              |              |
| ОІ 2016  |            |            |            |           | 2          | 1          | 1          |               | 1            | 1            | 1            |

a  Фелпс плив тільки в попередніх запливах. Учасники попередніх запливів теж одержали нагороди.
b  У попередніх запливах Фелпс показав четвертий час, але не кваліфікувався до фіналу, бо був третім серед плавців США

### Особисті рекорди

#### Довга вода (50-метровий басейн)
| Дисципліна           | Час       | Місце проведення | Дата                | Примітки        |
| -------------------- | --------- | ---------------- | ------------------- | --------------- |
| 100 м вільним стилем | 47,51 (е) | Пекін            | 11 серпня 2008      | Колишній НР     |
| 200 м вільним стилем | 1:42,96   | Пекін            | 12 серпня 2008      | РА, колишній СР |
| 400 м вільним стилем | 3:46,73   | Коледж Парк      | 8 серпня 2003       | Колишній НР     |
| 100 м на спині       | 53.01     | Індіанаполіс     | 3 серпня 2007       |                 |
| 200 м на спині       | 1:54,65   | Індіанаполіс     | 1 серпня 2007       |                 |
| 100 м брасом         | 1:02,57   | Колумбія         | 17 лютого 2008      |                 |
| 200 м брасом         | 2:11.30   | Сан-Антоніо      | 10 серпня 2015      |                 |
| 100 м батерфляєм     | 49,82     | Рим              | 1 серпня 2009       | Колишній СР     |
| 200 м батерфляєм     | 1:51,51   | Рим              | 29 липня 2009       | РА, колишній СР |
| 200 м комплексом     | 1:54,16   | Шанхай           | 28 липня 2011       | Колишній СР*    |
| 400 м комплексом     | 4:03,84   | Пекін            | 10 серпня 2008 року | Колишній СР     |

е = перший етап естафети
 * Фелпс колишній володар СР в цій дисципліні, однак його особистим рекордом стало 2-ге місце після нового СР Раяна Лохте на Чемпіонаті світу 2011.

#### Коротка вода (25-метровий басейн)
| Дисципліна           | Час     | Місце проведення | Дата              | Примітки |
| -------------------- | ------- | ---------------- | ----------------- | -------- |
| 100 м вільним стилем | 46,99   | Манчестер        | 18 грудня 2009    |          |
| 200 м вільним стилем | 1:42,78 | Іст-Медоу        | 4 лютого 2006     |          |
| 200 м на спині       | 1:50,34 | Берлін           | 22 жовтня 2011    |          |
| 100 м батерфляєм     | 50,46   | Манчестер        | 18 грудня 2009    |          |
| 200 м батерфляєм     | 1:52,27 | Мельбурн         | 28 листопада 2003 |          |
| 100 м комплексом     | 51,65   | Берлін           | 22 жовтня 2011    |          |
| 200 м комплексом     | 1:51,89 | Берлін           | 23 жовтня 2011    |          |
| 400 м комплексом     | 4:01.49 | Берлін           | 22 жовтня 2011    |          |

## Комерційні справи
2011 року вийшла гра Michael Phelps: Push the Limit для Xbox 360 / Kinect, яка обіцяла принести «у вашу вітальню радість, фізичну форму та азарт від плавання один на один». Гра отримала не дуже позитивний відгук від каналу ABC News, який зауважив, що «її краще було б випустити як дешевий контент завантаження або в складі пакету ігор більшого олімпійського спортивного світу». 

## Гольф
Фелпс завзятий гольфіст і учасник численних аматорських та професійних турнірів, і навіть подумував після завершення кар'єри плавця стати професійним гольфістом. На професійно-аматорському турнірі Alfred Dunhill Links Championship 2012, де Фелпс виступав у парі з гольфістом Полом Кейсі, він встановив світовий рекорд за найдовший в історії показаний по телебаченню пат, потрапивши в лунку з відстані 159 футів. 

## Особисте життя

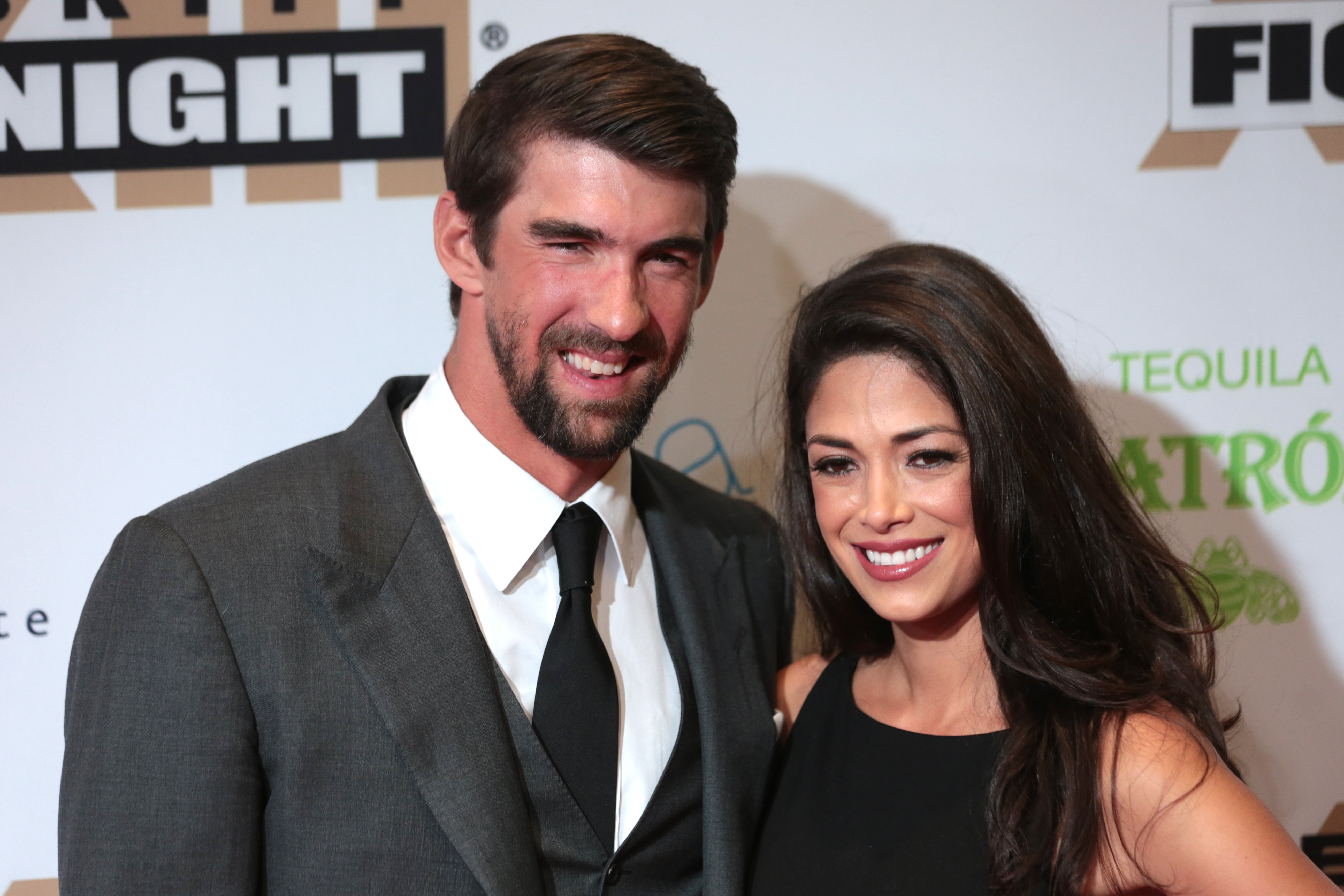
Фелпс зі своєю дружиною Ніколь Джонсон

Боб Боумен схарактеризував Фелпса як «самотнього чоловіка» з «жорсткою зосередженістю» на плавальній доріжці перед початком запливу, однак далі як «чоловіка, який робить усе для успіху людей, про яких дбає». Боумен твердить, що Фелпс «неймовірно чуйний», пригадуючи як той після тренувань спілкувався з дітьми.
Фелпс одружений з колишньою Міс Каліфорнія США Ніколь Джонсон. Вони таємно побралися 13 червня 2016 року, про що повідомили громадськості лише через чотири місяці. Вони познайомилися 2007 року на врученні ESPY Award, розійшлися 2008 року, потім знову зійшлися, але знову розійшлися 2010-го. 2012 року вони почали миритися і зрештою в лютому 2015 року заручилися. Разом мають четверо синів. Родина живе в Парадайс-Вейлі (штат Аризона), де Фелпс на волонтерських засадах допомагає Боумену тренувати команду з плавання Arizona State Sun Devils. 
Підлітком Фелпс обожнював австралійського плавця Яна Торпа і створив свій імідж за зразком Торпа. Спочатку Торп казав, що Фелпс навряд чи виграє вісім золотих медалей на літніх Олімпійських іграх 2008 в Пекіні. Фелпс використав ці слова як мотивацію і під час Ігор приклеїв їх до своєї шафки. Торп був на трибунах під час естафети 4×100 метрів комплексним плаванням, де Фелпс здобув восьму золоту медаль. Коли Фелпс і його товариші по команді вибороли золото, Торп поцілував матір Фелпса, а потім потиснув руку й обійняв самого Фелпса. Опісля Торп сказав: «Я справді пишаюся ним не лише тому, що він виграв вісім золотих медалей. А радше тому, як він виріс і змужнів у велику людину. Ніколи в житті я не почувався таким щасливим, коли мені довели, що я помилявся». 
Ще одним своїм спортивним кумиром Фелпс називав Майкла Джордана і твердив, що «той змінив спортивний баскетбол». А ще Фелпс вболіває за Балтимор Рейвенс і ствердив, що віднайшов мету життя та бажання взяти участь у літніх Олімпійських іграх 2016 року саме після того, як звернувся за порадою до Рея Льюїса. 
У січні 2018 року Фелпс зізнався, що страждав і від синдрому порушення активности та уваги, і від депресії, а після Олімпійських ігор 2012 навіть подумував про самогубство. 

### Проблеми з законом
У листопаді 2004 року 19-річного Фелпса заарештували в Солсбері (штат Меріленд) за водіння в стані алкогольного сп'яніння. Він визнав себе винним. Його засудили до 18 місяців випробувального терміну, оштрафували на 250 доларів, зобов’язали виступити перед учнями старших класів з лекцією про водіння в нетверезому стані, а також відвідати збори організації «Матері проти водіння в нетверезому стані» (MADD). Коли згодом Метт Лауер у програмі Today запитав Фелпса про цей інцидент, той відповів, що «підвів багатьох людей у країні». 
у лютому 2009 року фотографія Фелпса з бонгом стала вірусною. Як наслідок, компанія Kellogg's відмовилася бути його спонсором, а Федерація плавання США дискваліфікувала на три місяці. Фелпс визнав автентичність світлини, зробленої на вечірці в Університеті Південної Кароліни. Він публічно вибачився, назвавши свою поведінку «неадекватною». 
У вересні 2014 року Фелпса знову заарештували, цього разу за звинуваченням у водінні в стані алкогольного сп'яніння та перевищенні швидкости в Балтиморі. У підсумку Федерація плавання США відсторонила його від усіх змагань на шість місяців і оголосила, що його не візьмуть на серпневий Чемпіонат світу з водних видів спорту 2015. На ньому через відсутність Фелпса команда США не змогла потрапити до фіналу естафети 4×100 м вільним стилем

## Філантропія
Після Олімпіади 2008 року Фелпс використав свій бонус у розмірі 1 млн доларів від компанії Speedo для створення Фонду Майкла Фелпса. Основне завдання фонду — розвиток спортивного плавання та пропаганда здорового способу життя.
2010 року Фонд Майкла Фелпса, Школа плавання Майкла Фелпса та KidsHealth.org розробили та пілотували на національному рівні програму «im» для членів програми Клуби хлопчиків і дівчаток Америки, в рамках якої дітям пояснюють, що важливо бути діяльними та здоровими, а основний її напрям — спортивне плавання. А ще в її рамках пропагують потребу в плануванні та постановці мети. Im пропонують через Клуби хлопчиків і дівчаток Америки, а також через Olympics Special International. Відтоді Фонд розробив дві інші програми: Level Field Fund-Swimming і Caps-for-a-Cause. 
Найбільшим заходом Фонду є його щорічний збір коштів, Michael Phelps Foundation Golf Classic. Фелпс заявив, що сподівається більше працювати зі своїм фондом, коли завершись кар'єру після літніх Олімпійських ігор 2012 у Лондоні. 
2017 року Фелпс увійшов до ради директорів Medibio, компанії, що займається діагностикою психічних розладів.

## Світові рекорди Фелпса
На 19 серпня 2016 р. був володарем 7 світових рекордів (100 м батерфляєм, 200 м вільним стилем, 200 м батерфляєм, 200 м комплекс, 400 м комплекс, естафета 4×100 м вільним стилем, естафета 4×200 м вільним стилем, естафета 4х100 комплекс). Станом на 27 липня 2012 року Фелпс встановив 39 світових рекордів (29 індивідуальних і 10 — в естафетах) і перевершив досягнення Марка Спітца, який встановив за кар'єру 33 світові рекорди (26 індивідуальних і 7 — в естафетах).
Нижче наведено перелік усіх світових рекордів Фелпса. Жирним шрифтом виділено чинні рекорди.
| №  | Дистанція | Стиль                                     | Час     | Місце                                 | Дата            | Примітки |
| -- | --------- | ----------------------------------------- | ------- | ------------------------------------- | --------------- | -------- |
| 1  | 200 м     | Батерфляй                                 | 1:54.92 | Остін, Техас, США                     | 30 березня 2001 | [ 302 ]  |
| 2  | 200 м     | Батерфляй (2)                             | 1:54.58 | Фукуока, Японія                       | 24 липня 2001   | [ 302 ]  |
| 3  | 400 м     | Комплекс                                  | 4:11.09 | Форт-Лодердейл, Флорида, США          | 15 серпня 2002  | [ 303 ]  |
| 4  | 4×100 м   | Естафета, комплекс[a]                     | 3:33.48 | Йокогама, Японія                      | 29 серпня 2002  | [ 304 ]  |
| 5  | 400 м     | Комплекс (2)                              | 4:10.73 | Індіанаполіс, Індіана, США            | 6 квітня 2003   | [ 305 ]  |
| 6  | 200 м     | Комплекс                                  | 1:57.94 | Санта Клара, Каліфорнія, США          | 29 червня 2003  | [ 306 ]  |
| 7  | 200 м     | Батерфляй (3)                             | 1:53.93 | Барселона, Іспанія                    | 22 липня 2003   | [ 307 ]  |
| 8  | 200 м     | Комплекс (2)                              | 1:57.52 | Барселона, Іспанія                    | 24 липня 2003   | [ 307 ]  |
| 9  | 100 м     | Батерфляй                                 | 0:51.47 | Барселона, Іспанія                    | 25 липня 2003   | [ 307 ]  |
| 10 | 200 м     | Комплекс (3)                              | 1:56.04 | Барселона, Іспанія                    | 25 липня 2003   | [ 307 ]  |
| 11 | 400 м     | Комплекс (3)                              | 4:09.09 | Барселона, Іспанія                    | 27 липня 2003   | [ 307 ]  |
| 12 | 200 м     | Комплекс (4)                              | 1:55.94 | Колледж Парк, Меріленд, США           | 9 серпня 2003   | [ 308 ]  |
| 13 | 400 м     | Комплекс (4)                              | 4:08.41 | Лонг Біч, Каліфорнія, США             | 7 липня 2004    | [ 309 ]  |
| 14 | 400 м     | Комплекс (5)                              | 4:08.26 | Афіни, Греція                         | 14 серпня 2004  | [ 310 ]  |
| 15 | 200 м     | Батерфляй (4)                             | 1:53.80 | Вікторія, Британська Колумбія, Канада | 17 серпня 2006  | [ 311 ]  |
| 16 | 4×100 м   | Естафета, вільний стиль[б]                | 3:12.46 | Вікторія, Британська Колумбія, Канада | 19 серпня 2006  | [ 311 ]  |
| 17 | 200 м     | Комплекс (5)                              | 1:55.84 | Вікторія, Британська Колумбія, Канада | 20 серпня 2006  | [ 311 ]  |
| 18 | 200 м     | Батерфляй (5)                             | 1:53.71 | Колумбія, Міссурі, США                | 17 лютого 2007  | [ 312 ]  |
| 19 | 200 м     | Вільний стиль                             | 1:43.86 | Мельбурн, Вікторія, Австралія         | 27 березня 2007 | [ 313 ]  |
| 20 | 200 м     | Батерфляй (6)                             | 1:52.09 | Мельбурн, Вікторія, Австралія         | 28 березня 2007 | [ 313 ]  |
| 21 | 200 м     | Комплекс (6)                              | 1:54.98 | Мельбурн, Вікторія, Австралія         | 29 березня 2007 | [ 313 ]  |
| 22 | 4×200 м   | Естафета, вільний стиль[в]                | 7:03.24 | Мельбурн, Вікторія, Австралія         | 30 березня 2007 | [ 313 ]  |
| 23 | 400 м     | Комплекс (6)                              | 4:06.22 | Мельбурн, Вікторія, Австралія         | 1 квітня 2007   | [ 313 ]  |
| 24 | 400 м     | Комплекс (7)                              | 4:05.25 | Омаха, Небраска, США                  | 29 червня 2008  | [ 314 ]  |
| 25 | 200 м     | Комплекс (7)                              | 1:54.80 | Омаха, Небраска, США                  | 4 липня 2008    | [ 314 ]  |
| 26 | 400 м     | Комплекс (8)                              | 4:03.84 | Пекін, Китай                          | 10 серпня 2008  | [ 315 ]  |
| 27 | 4×100 м   | Естафета, вільний стиль (2)[г]            | 3:08.24 | Пекін, Китай                          | 11 серпня 2008  | [ 315 ]  |
| 28 | 200 м     | Вільний стиль (2)                         | 1:42.96 | Пекін, Китай                          | 12 серпня 2008  | [ 316 ]  |
| 29 | 200 м     | Батерфляй (7)                             | 1:52.03 | Пекін, Китай                          | 13 серпня 2008  | [ 317 ]  |
| 30 | 4×200 м   | Естафета, вільний стиль (2)[д]            | 6:58.56 | Пекін, Китай                          | 13 серпня 2008  | [ 318 ]  |
| 31 | 200 м     | Комплекс (8)                              | 1:54.23 | Пекін, Китай                          | 15 серпня 2008  | [ 319 ]  |
| 32 | 4×100 м   | Естафета, комплекс (2)[а]                 | 3:29.34 | Пекін, Китай                          | 17 серпня 2008  | [ 320 ]  |
| 33 | 100 м     | Батерфляй (2)                             | 0:50.22 | Індіанаполіс, Індіана, США            | 9 липня 2009    | [ 321 ]  |
| 34 | 200 м     | Батерфляй (8)                             | 1:51.51 | Рим, Італія                           | 29 липня 2009   | [ 322 ]  |
| 35 | 4×200 м   | Естафета, вільний стиль (3)[е]            | 6:58.55 | Рим, Італія                           | 31 липня 2009   | [ 322 ]  |
| 36 | 100 м     | Батерфляй (3)                             | 0:49.82 | Рим, Італія                           | 1 серпня 2009   | [ 322 ]  |
| 37 | 4×100 м   | Естафета, комплекс (3)[ж]                 | 3:27.28 | Рим, Італія                           | 2 серпня 2009   | [ 322 ]  |
| 38 | 4×100 м   | Естафета, комплекс (коротка вода)[и]      | 3:20.71 | Манчестер, Велика Британія            | 18 грудня 2009  | [ 323 ]  |
| 39 | 4×100 м   | Естафета, вільний стиль (коротка вода)[к] | 3:03.30 | Манчестер, Велика Британія            | 19 грудня 2009  | [ 324 ]  |

a  з Аароном Пірсолом, Бренданом Гансеном і Джейсоном Лезаком
б  з Нілом Вокером, Калленом Джонсом і Джейсоном Лезаком
в  з Раяном Лохте, Клітом Келлером і Пітером Вандеркаайем
г  з Гарретом Вебер-Гейлом, Калленом Джонсом і Джейсоном Лезаком
д  з Раяном Лохте, Ріккі Беренсом і Пітером Вандеркаайем
е  з Раяном Лохте, Ріккі Беренсом і Дейвом Волтерсом
ж  з Аароном Пірсолом, Еріком Шанто і Дейвом Волтерсом
и  з Ніком Томаном, Марк Генглоффом і Натаном Едрієном
к  з Натаном Едрієном, Меттом Греверсом і Гарретом Вебер-Гейлом